# Veuilly-la-Poterie
Veuilly-la-Poterie ist eine französische Gemeinde mit 155 Einwohnern (Stand: 1. Januar 2022) im Département Aisne in der Region Hauts-de-France (frühere Region: Picardie). Sie gehört zum Arrondissement Château-Thierry und zum Kanton Essômes-sur-Marne.

## Geographie
Die Gemeinde Veuilly-la-Poterie liegt am Clignon, 16 Kilometer westnordwestlich von Château-Thierry. Zur Gemeinde gehören die Ortsteile Montécouvé am rechten Ufer des Clignon, Ferme du Château, Montécouvé und Éloup. Nachbargemeinden von Veuilly-la-Poterie sind Saint-Gengoulph und Hautevesnes im Norden, Bussiares im Osten, Marigny-en-Orxois im Süden sowie Gandelu im Westen.

## Bevölkerungsentwicklung
| Jahr                       | 1962 | 1968 | 1975 | 1982 | 1990 | 1999 | 2006 | 2015 | 2022 |
| Einwohner                  | 142  | 131  | 122  | 116  | 107  | 127  | 136  | 150  | 155  |
| Quellen: Cassini und INSEE |      |      |      |      |      |      |      |      |      |

## Sehenswürdigkeiten
- Kirche Saint-Sulpice undSaint-Antoine, seit 1919 als Monument historique klassifiziert (Base Mérimée PA00115971)

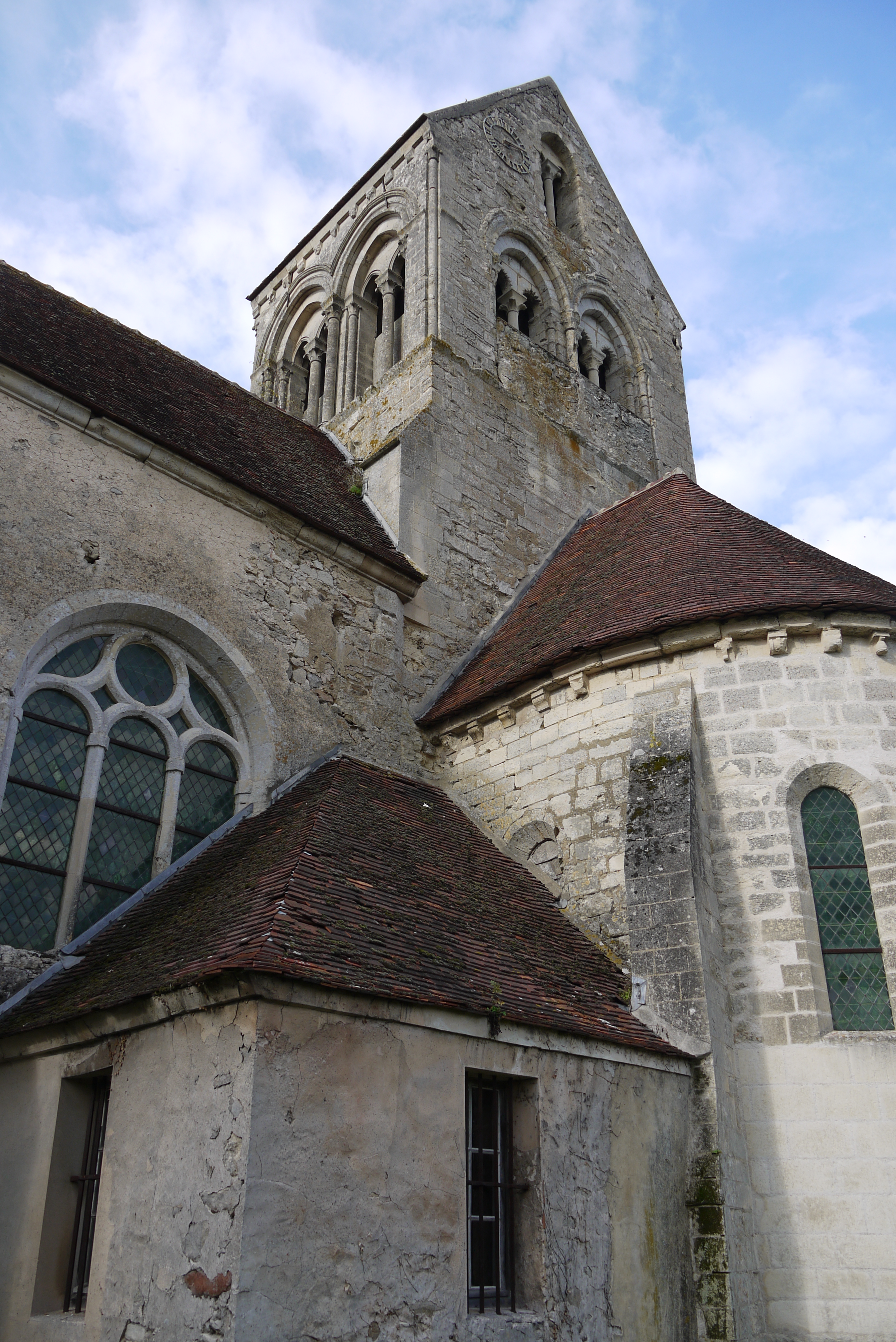
Kirche Saint-Sulpice und Saint-Antoine